# Lucas Copado
Lucas Fernando Copado Schrobenhauser (* 10. Januar 2004 in München) ist ein deutscher Fußballspieler, der beim SC Paderborn 07 unter Vertrag steht.

## Karriere
Copado wechselte zur Saison 2016/17 von der SpVgg Unterhaching, für die sein Vater Francisco u. a. in der Bundesliga und der 2. Bundesliga gespielt hatte, in das Nachwuchsleistungszentrum des FC Bayern München. Dort gehörte der 12-Jährige zunächst den D1-Junioren (U13) an und durchlief fortan alle Nachwuchsmannschaften. In den Spielzeiten 2019/20 und 2020/21 war der Stürmer mit den B1-Junioren (U17) in der B-Junioren-Bundesliga aktiv.
Zur Saison 2021/22 rückte Copado, der noch zwei Jahre für die A-Junioren (U19) spielberechtigt war, in die zweite Mannschaft auf, die zuvor in die viertklassige Regionalliga Bayern abgestiegen war. Zudem wurde seine Vertragslaufzeit bis zum 30. Juni 2024 verlängert. Unter dem Cheftrainer Martín Demichelis kam der 17-Jährige bis zur Winterpause auf 13 Regionalligaeinsätze, stand 5-mal in der Startelf und erzielte 3 Tore. Daneben spielte er einige Male mit der U19 in der A-Junioren-Bundesliga und UEFA Youth League. In der Saisonvorbereitung war er einmal auch für die Profimannschaft des FC Bayern zum Einsatz gekommen. Zum Rückrundenauftakt Anfang Januar 2022 war der Kader der Profimannschaft von Julian Nagelsmann aufgrund von Corona-Infektionen, Verletzungen und Abstellungen zum Afrika-Cup 2022 stark dezimiert. Die Feldspieler auf der Auswechselbank des FC Bayern kamen bei der 1:2-Heimniederlage gegen Borussia Mönchengladbach am 7. Januar 2022 ausschließlich aus der zweiten Mannschaft und der U19; Copado wurde in der Schlussphase eingewechselt und debütierte in der Bundesliga. Bis zum Saisonende folgte noch eine weitere Kadernominierung. Copado, der durch seinen Kurzeinsatz deutscher Meister wurde, beendete die Saison mit 27 Regionalligaeinsätzen, in denen er 9 Tore erzielte. Mit seiner Mannschaft musste er sich im Kampf um die Meisterschaft und den Aufstieg als Vizemeister der SpVgg Bayreuth geschlagen geben. Für die U19 spielte er 3-mal in der A-Junioren-Bundesliga (4 Tore), einmal im DFB-Pokal der Junioren und 4-mal in der UEFA Youth League.
Die Saison 2022/23 begann Copado in der zweiten Mannschaft. In der Saison 2022/23 erzielte er vier Tore in 21 Regionalligaeinsätzen, in der Saison 2023/24 machte er zehn Treffer in 17 Spielen bis zur Winterpause.
Im Januar 2024 wechselte er zum österreichischen Bundesligisten LASK, bei dem er einen bis 2028 laufenden Vertrag erhielt. Für die Linzer absolvierte er bis zum Ende der Saison 2023/24 vier Partien in der Bundesliga. Im August 2024 kehrte er leihweise nach Deutschland zurück und wechselte zum Drittligisten Energie Cottbus. Für Cottbus kam er während der Leihe zu 33 Einsätzen in der 3. Liga, in denen er siebenmal traf. Zur Saison 2025/26 kehrte er nicht mehr nach Linz zurück, sondern wechselte fest zum deutschen Zweitligisten SC Paderborn 07.

## Familie
Lucas Copado ist der Sohn von Francisco Copado und der Tochter von Anton Schrobenhauser. Die Schwester von Francisco Copado, Lucas’ Tante, ist mit Hasan Salihamidžić verheiratet und hat mit ihm zwei Töchter und einen Sohn. Mit seinem Cousin Nick Salihamidžić spielte er gemeinsam in der Bayern-Jugend.

## Erfolge
- Deutscher Meister: 2022